# مشعل حداد
مشعل محمود حداد، لاعب كرة سعودي محترف ، يلعب كمدافع في نادي بييلوفار الكرواتي.

## مسيرة اللاعب
لعب في نادي رضوى في الفئات السنية و وقع عقد إحترافي نادي بييلوفار الكرواتي في عام 2023.